# Acido solforico
L'acido solforico è un acido minerale forte, liquido a temperatura ambiente, oleoso, incolore e inodore; la sua formula chimica è H2SO4, a volte riportata anche come SO2(OH)2. È l'ossiacido dello zolfo esavalente, o zolfo(VI). I suoi sali vengono chiamati solfati. Un solfato molto comune è il gesso, che è solfato di calcio diidrato.
In soluzione acquosa concentrata (>90%) è noto anche con il nome di vetriolo. Soluzioni di anidride solforica, che possono arrivare fino al 30%, in acido solforico sono note come oleum. Solubile in acqua e in etanolo con reazione esotermica anche violenta, in forma concentrata può causare gravi ustioni per contatto con la pelle.
L'acido solforico ha numerose applicazioni, sia a livello di laboratorio che industriale. Tra queste si annoverano: la produzione di fertilizzanti, il trattamento dei minerali, la sintesi chimica, la raffinazione del petrolio ed il trattamento delle acque di scarico. È impiegato inoltre come elettrolita negli accumulatori al piombo-acido per autoveicoli.
In combinazione con l'acido nitrico forma lo ione nitronio (NO+2), intermedio nella reazione di nitrazione, impiegata industrialmente per la produzione del trinitrotoluene (TNT), della nitroglicerina, del fulmicotone e di molti altri esplosivi.
Tra gli additivi alimentari, è identificato dalla sigla E 513.

## Storia
La scoperta dell'acido solforico risale al IX secolo ed è attribuita al medico ed alchimista persiano Ibn Zakariyya al-Razi, che lo ottenne per distillazione a secco di minerali contenenti ferro(II) solfato eptaidrato FeSO4 • 7 H2O – noto come vetriolo verde – e rame(II) solfato pentaidrato CuSO4 • 5 H2O - noto come vetriolo azzurro.
Per calcinazione questi sali si decompongono nei rispettivi ossidi di ferro e rame, vapore acqueo e anidride solforica SO3 che, per idratazione, diventa acido solforico.
La produzione del vetriolo si diffuse in Europa attraverso la traduzione degli scritti di fonte islamica: per questo, l'acido solforico era noto agli alchimisti europei nel medioevo con nomi come olio di vetriolo o spirito di vetriolo.
Nel XVII secolo il chimico tedesco-olandese Johann Rudolph Glauber preparò l'acido solforico bruciando zolfo e salnitro in presenza di vapore acqueo. Il salnitro ossida lo zolfo a anidride solforica, SO3, la quale si combina con l'acqua a dare l'acido. Joshua Ward, un farmacista londinese, adottò questo metodo per una produzione su grossa scala nel 1736.
Nel 1746 a Birmingham, John Roebuck iniziò a produrre industrialmente l'acido solforico sfruttando lo stesso metodo, ma operando in camere di piombo, che erano più robuste, più grandi e meno costose dei recipienti di vetro usati fino ad allora. Questo processo a camere di piombo, successivamente adattato e rifinito negli anni, è rimasto per quasi due secoli il processo industriale più diffuso per produrre acido solforico.
L'acido prodotto da Roebuck aveva una concentrazione media del 35-40%. Successivi miglioramenti del processo apportate dal chimico francese Joseph Louis Gay-Lussac e dal chimico inglese John Glover portarono il prodotto a una concentrazione del 78%.
Tuttavia, la produzione di alcune tinture nonché alcuni processi chimici richiedevano l'uso di acido solforico più concentrato, che per tutto il XVIII secolo fu ottenuto solo per distillazione dei minerali, in modo analogo a come si operava nel medio evo, arrostendo la pirite (solfuro di ferro, FeS2) in presenza di aria per trasformarla in solfato ferrico Fe2(SO4)3 che veniva poi successivamente decomposto per riscaldamento a 480 °C in ossido ferrico e anidride solforica. L'anidride solforica veniva poi aggiunta all'acqua nelle proporzioni desiderate ottenendo acido solforico alla concentrazione desiderata. Questo processo era però particolarmente costoso e non portò mai alla produzione di grandi volumi di acido solforico concentrato.
Nel 1831 fu un commerciante di aceto, il britannico Peregrine Phillips, a brevettare un processo più economico per la produzione di anidride solforica e acido solforico concentrato. Nel suo processo lo zolfo o la pirite venivano bruciati a dare anidride solforosa, SO2, che veniva successivamente trasformata con alte rese in SO3 tramite reazione con l'ossigeno dell'aria passando su un catalizzatore di platino ad alta temperatura. La domanda di acido solforico concentrato all'epoca non fu tale da giustificare la realizzazione di un impianto; il primo impianto che utilizzò questo processo (detto a contatto) fu costruito nel 1875 a Friburgo, in Germania.
Nel 1915 la tedesca BASF sostituì il catalizzatore di platino con un più economico catalizzatore di vanadio pentossido, V2O5. Questo, unito alla crescita della domanda, portò alla graduale sostituzione degli impianti a camera di piombo con impianti a contatto. Nel 1930 questi ultimi fornivano al mercato circa un quarto della produzione totale di acido solforico; oggi ne forniscono la quasi totalità.

## Produzione
L'acido solforico è prodotto industrialmente direttamente dallo zolfo secondo i seguenti passaggi:
- lo zolfo viene bruciato, producendo anidride solforosa

{\displaystyle {\ce {S + O2 -> SO2}}}
la reazione è fortemente esotermica e con quantità stechiometriche porterebbe a T=1600 °C; si opera allora con eccesso d'aria in un bruciatore; la temperatura si porta intorno ai 600 °C.
- la SO2 viene ossidata, e trasformata in anidride solforica in presenza di un catalizzatore adatto (in questo caso pentossido di vanadio); la reazione è ancora esotermica, perciò sfavorita dalle alte temperature; sarà necessario allora operare raffreddamenti intermedi nel reattore, seguendo un profilo di temperatura decrescente col progredire della reazione; la reazione avviene con diminuzione di moli, e sarebbe perciò favorita da pressioni alte; tuttavia si nota che ad un aumento anche consistente della pressione di processo non corrisponde un elevato beneficio in termini di resa (94% ad 1 bar, 99% a 10 bar); si preferisce allora non spingere troppo le condizioni di reazione.

{\displaystyle {\ce {2SO2 + O2 -> 2SO3}}}
- infine, l'anidride solforica viene idratata ad acido solforico mediante assorbimento in acido solforico concentrato (si produce l'oleum) e poi contatto con acqua; la reazione è ancora esotermica e porta alla formazione di nebbie, che devono essere filtrate; l'acido solforico prodotto (al 98%) viene quindi inviato all'assorbimento.

{\displaystyle {\ce {SO3 + H2O -> H2SO4}}}
A volte all'acido solforico viene aggiunto il 30% di anidride solforica, ottenendo un acido estremamente concentrato, chiamato acido disolforico, acido solforico fumante o oleum, di formula H2S2O7.
{\displaystyle {\ce {H2SO4 + SO3 -> H2S2O7}}}
Addizionato di acqua, l'oleum ritorna ad essere acido solforico con una reazione fortemente esotermica:
{\displaystyle {\ce {H2S2O7 + H2O -> 2H2SO4}}}

## Sicurezza

### Pericoli in laboratorio

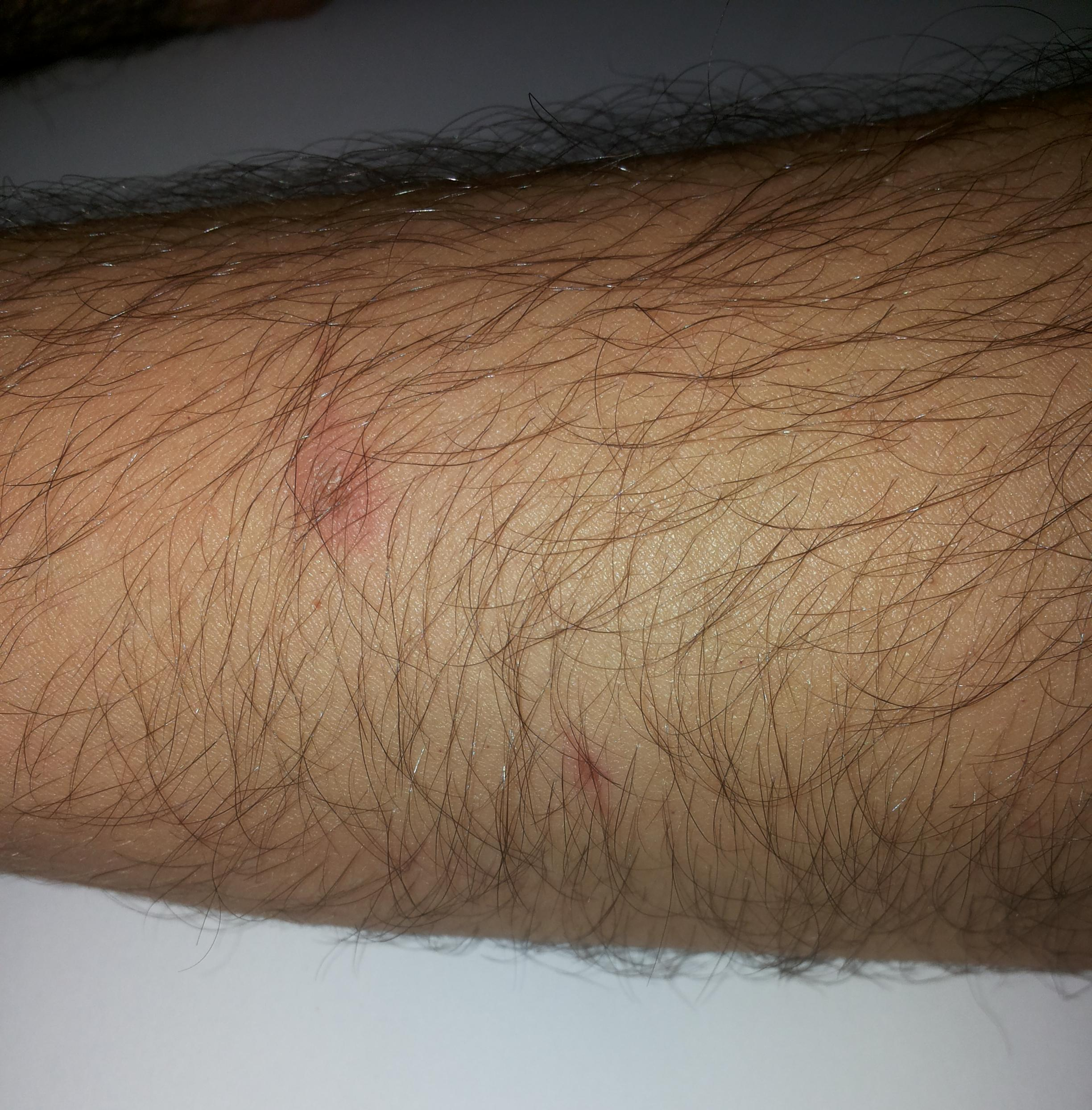
Ustioni chimiche superficiali causate da due schizzi di acido solforico al 98% (cute avambraccio)

Le proprietà corrosive dell'acido solforico sono accentuate dalla sua violenta reazione esotermica di dissociazione in acqua. Le bruciature causate dall'acido solforico sono potenzialmente più pericolose di ogni altro acido forte (ad esempio l'acido cloridrico), e a questo pericolo va aggiunto quello di disidratazione della pelle per il calore di dissociazione.
Il pericolo è più grande con soluzioni a concentrazione più alta, ma va ricordato che l'acido solforico per uso in laboratorio (1 M, al 10%) può provocare gravi danni se rimane a contatto con la pelle per un tempo sufficiente. Le soluzioni superiori a 1,5 M possono essere etichettate come corrosive, mentre quelle a meno di 0,5 M possono essere considerate irritanti.
L'uso dell'acido solforico fumante (oleum) non è raccomandato in ambienti frequentati, come nelle scuole, per la sua alta pericolosità. Il primo trattamento per contatti con qualunque acido è l'applicazione di bicarbonato di sodio per neutralizzare l'acido (versare subito acqua sull'acido aumenterebbe a dismisura il calore generato) poi il lavaggio dell'area interessata con grandi quantità d'acqua: questa operazione deve essere continuata per almeno 10 o 15 minuti, per raffreddare i tessuti e prevenire le ustioni dovute al calore generato. Eventuali capi di abbigliamento contaminati devono essere rimossi immediatamente.
La diluizione dell'acido solforico può essere ugualmente pericolosa: in merito può essere utile ricordare che bisognerebbe sempre versare l'acido nell'acqua, non il contrario. L'aggiunta di acqua all'acido può provocare pericolosi schizzi e la dispersione di aerosol di acido solforico, che inalati in quantità eccessive possono avere conseguenze negative sull'organismo. Per evitare tali incidenti è utile tenere a mente la frase "non dare da bere all'acido".
A volte si utilizzano meccanismi di raffreddamento nella diluizione di grandi quantità di acido solforico, perché questo processo può portare all'ebollizione incontrollata della soluzione stessa.
E in oltre importante citare, perchè estremamente corrosiva verso quasi ogni composto organico la miscela nota come soluzione piranha, benché essa, seppur in quantità moderata, abbia degli usi sia a livello laboratoriale che industriale è un potentissimo ossidante e un rischio per gli operatori anche più dell'acido solforico concentrato

### Pericoli industriali
Sebbene l'acido solforico non sia infiammabile, il contatto con alcuni metalli porta alla liberazione di ingenti quantità di idrogeno. La dispersione di vapori di anidride solforica è un pericolo aggiuntivo di incendio che riguarda questo acido.
L'acido solforico corrode i tessuti e i suoi vapori causano gravi irritazioni agli occhi, al tratto respiratorio e alle mucose; in ingenti quantità c'è anche il rischio di un violento edema polmonare, con danneggiamento dei polmoni. A basse concentrazioni, i sintomi di un'esposizione cronica sono la corrosione dei denti e possibile danneggiamento del tratto respiratorio. Negli Stati Uniti, la concentrazione massima di vapori di acido solforico in zone frequentate è di 1 mg/m3, e negli altri paesi vigono limiti molto simili.
Sono stati riportati casi di ingestione di acido solforico, nei quali è stata documentata una deficienza di vitamina B2 e, riguardo ai nervi ottici, il danneggiamento degli assoni.